# Базилика Мадонна-деи-Сетте-Долори
Базилика Мадонна-деи-Сетте-Долори (итал. Basilica della Madonna dei Sette Dolori) — санктуарий в архиепархии Пескара-Пенне Римско-католической церкви в городе Пескара, в провинции Пескара, в регионе Абруццо, в Италии. Имеет статус малой базилики.

## История
Базилика Мадонна-деи-Сетте-Долори (Богоматери Семи Скорбей) находится в районе Ларго Мадонна, в Пескара Колли. Она освящена в честь Богоматери, которая, согласно христианскому преданию, перенесла Семь Скорбей.
Церковь является религиозным, историческим, художественным и культурным центром, как для города Пескара, так и для всего региона в целом. Во время праздника, который проходит ежегодно в первое воскресенье июня, сюда прибывает множество паломников со всего Абруццо и из других регионов Италии.

### Явление Богоматери
Предание о явлении Богоматери Семи Скорбей датируется концом XVI — началом XVII века. На месте ныне называемом Ларго Мадонна, где теперь находится санктуарий, некогда была дубовая роща, в которой местные крестьяне пасли своих овец. Однажды, в зарослях кустарника пастухами был обретен образ Богоматери, высеченный на камне. Образ представлял собой сцену Снятия с Креста. У Богоматери, изображенной с семью мечами в сердце, на коленях лежало безжизненное тело Иисуса Христа. Крестьяне с почтением перенесли образ в небольшую часовню, расположенную в Колле Рушителли (ныне Де Якобис) и приняли решение обо всем рассказать служителям церкви. Но на следующее утро оказалось, что образ исчез из часовни и находится на месте своего явления. Решив, что это была чья-то шутка, вечером того же дня образ вернули в часовню. На следующий день, однако, всё повторилось.
И снова образ вернули в часовню, но в этот раз осмотрели каждый уголок, плотно закрыли двери и окна и поставили сторожа. И когда утром образ снова оказался на месте своего явление, все признали в этом особое благоволение Божье к этому месту.

### «Чудо дождя»
Одним из чудес, случившимся по молитве перед образом Мадонна дей Сетте Долори, было избавление от сильной засухи в регионе. По преданию в течение нескольких дней крестьяне совершали крестные ходы с образом по полям. Когда 12 мая процессия направилась в сторону моря, чтобы еще раз попросить Богоматерь о дожде, полил сильный ливень и урожай был спасен. С тех пор в память об этом событии ежегодно 12 мая отмечается праздник, во время которого местные жители благодарят Богоматерь за помощь.

## Базилика
В скором времени на месте явления была возведена часовня с алтарем, на который поставили образ Богоматери. Над часовней возвели купол, где поставили колокол, который позднее, в 1888 году, перенесли на колокольню. 26 ноября 1665 года епископ Раффаэле Эзуберанцио основал здесь приход Санта Мария деи Сетте Долори. Затем был спроектирован и построен новый храм, возможно, вобравший в себя небольшую часовню. Существующая ныне базилика была освящена 30 мая 1757 года монсеньором Дженнаро Феццелли, епископом Пенне и Атри.

### Передача санктуария в ведение капуцинов
20 июня 1948 года архипресвитер Яконе ушел на покой, и монсеньор Винченцо Греминьи, епископ Терамо и апостольский администратор Пенне и Атри, назначил в санкутарий викарием-экономом Альберто Милено из Васто. 8 декабря 1948 года Святой Престол передал санктуарий в ведение монахов из Ордена Братьев Меньших Капуцинов (OFMCap), и 6 марта 1949 года Альберто Милено был назначен приходским священником в приход Мадонна дей Сетте Долори. Тогда же монсеньор Бенедетто Фалькуччи стал первым епископом новой епархии Пескара-Пене.

### Присвоение статуса базилики
3 декабря 1952 года Папа Пий XII провозгласил образ Мадонны деи Сетте Долори небесным покровителем епархии Пескара-Пене. По прошению епископа Бенедетто Фалькуччи и архиепископа Антонио Яннуччи 16 января 1959 года Папа Иоанн XXIII присвоил санктуарию статус малой базилики.